# Mombello di Torino
Mombello di Torino es una localidad y comune italiana de la provincia de Turín, región de Piamonte, con 374 habitantes.

## Evolución demográfica
| Gráfica de evolución demográfica de Mombello di Torino entre 1861 y 2001 |
|                                                                          |
| Fuente ISTAT - elaboración gráfica de Wikipedia                          |